# George Villiers (2e duc de Buckingham)
Pour les articles homonymes, voir George Villiers et Villiers.
George Villiers  (30 janvier 1628 - 16 avril 1687) est un homme d'État britannique, fils de George Villiers, 1er duc de Buckingham. Il est le second duc de Buckingham.
Il accompagna Charles II d'Angleterre en exil, le suivit en Écosse, où il combattit vaillamment et jouit d'une grande faveur auprès de ce prince après la Restauration. Il fut membre du ministère dit de la cabale. En 1666, il entra dans un complot contre le ministère Edward Hyde de Clarendon, mais il obtint sa grâce. Surnommé l’ « Alcibiade du XVIIe siècle », il a laissé le souvenir d’un homme excentrique, turbulent et irrévérencieux, mais attirant la sympathie de manière irrésistible.
On doit par ailleurs à Buckingham quelques poèmes et pièces de théâtre, ce qui fait de lui un acteur à part entière de la littérature de la Restauration anglaise.

## Biographie

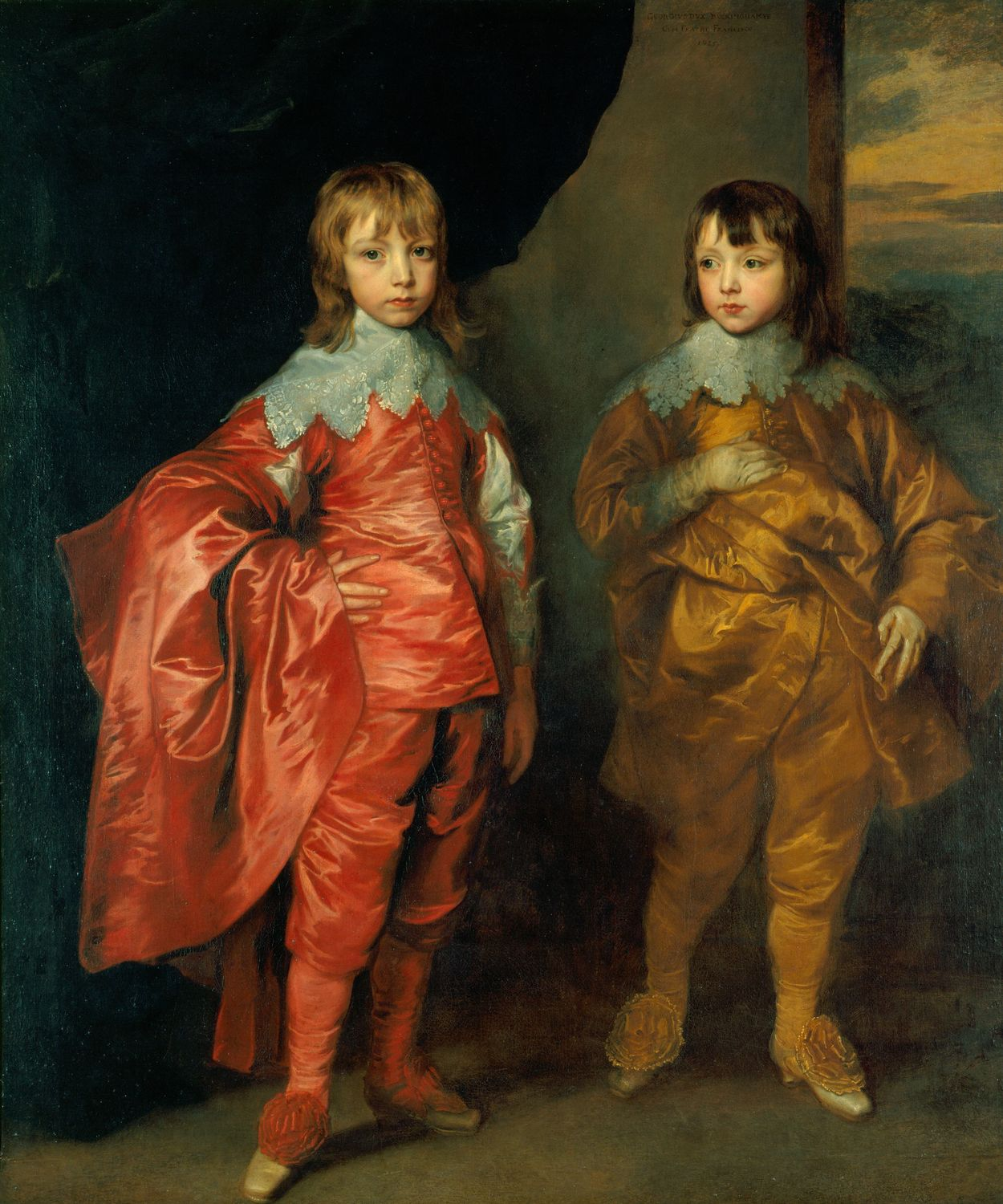
George Villiers, 2e duc de Buckingham (1628-87) et Lord Francis Villiers (1629-48) par Antoine van Dyck, 1635, Royal Collection, Château de Windsor

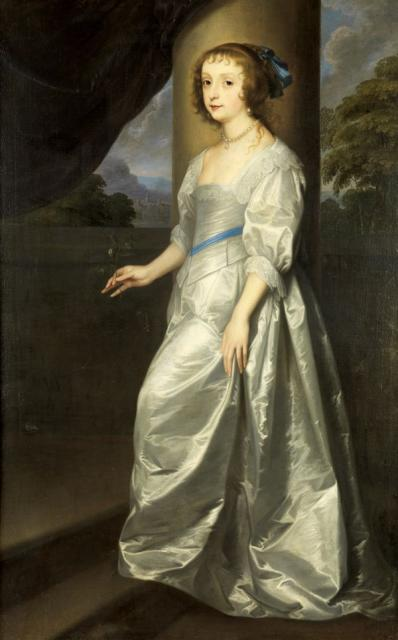
Portrait de Lady Mary Villiers par Antoine van Dyck, 1633, Musée national de Cracovie, Pologne

Le jeune duc et son frère Francis furent éduqués avec les propres enfants du roi Charles Ier, et ils soutinrent activement le parti royaliste au cours de la Première Révolution anglaise. Après la mort de son frère dans une bataille près de Kingston upon Thames, George Villiers fuit le pays et se réfugia comme beaucoup d’autres royalistes aux Pays-Bas. Ses biens en Angleterre furent confisqués, mais le roi Charles II en exil lui accorda de nombreuses dignités, le faisant chevalier de la Jarretière en 1649 et membre du Privy Council en 1650.
Sa volonté de négocier avec le gouvernement d’Oliver Cromwell et ses vues matrimoniales sur la propre sœur du roi finirent cependant par le froisser avec ce dernier, et Buckingham rentra en Grande-Bretagne en 1657, où il épousa Mary, fille de Lord Fairfax, un proche de Cromwell. Malgré le poids de son beau-père, le duc fut rapidement soupçonné d’organiser un complot avec les Presbytériens contre les autorités, et il fut emprisonné pendant plusieurs années, dont un certain temps à la Tour de Londres. 
Libéré en 1659, Buckingham assista ensuite au retour du roi lors de son débarquement à Douvres. Charles II le reçut d’abord avec froideur, mais lui accorda vite à nouveau sa faveur et plusieurs titres honorifiques. Sa participation à la deuxième guerre anglo-néerlandaise acheva de le faire revenir en grâce. Le reste de sa vie n’en fut pas moins ponctué de scandales matrimoniaux et de diverses intrigues politiques.
Buckingham se retira de la vie publique après l’accession au trône du catholique Jacques II, et retourna à son manoir de Helmsley dans le Yorkshire, sans doute en raison du mauvais état de sa santé et de ses finances. Il publia en 1685 un pamphlet intitulé A short Discourse on the Reasonableness of Man’s having a Religion : ce texte prône la tolérance religieuse et fut soutenu, entre autres, par William Penn. Par espoir de le convertir au catholicisme, Jacques II lui envoya un prêtre, dont Buckingham tourna les arguments en ridicule. Le duc s’éteignit le 16 avril 1687 des suites d’un rhume attrapé lors d’une chasse, en exprimant selon Alexander Pope un profond repentir et en se sentant « méprisé par mon pays et, je le crains, abandonné par mon Dieu ». Ce tableau misérabiliste est sans doute grandement exagéré. 
Le duc fut enterré le 7 juin 1687 dans la chapelle Henri VII de l’abbaye de Westminster, avec davantage de faste que le défunt Charles II. La famille ne retint aucun bénéfice de tout le pouvoir accumulé par son membre brillant mais turbulent : sans héritier légitime, le titre de noblesse s’éteignit et les domaines qui y étaient attachés furent entièrement dissipés. De l’immense demeure construite pour lui à Cliveden, dans le Buckinghamshire, il ne reste rien aujourd’hui.

## Œuvres
Buckingham a occasionnellement écrit quelques poèmes ou satires, dans lesquels il fait preuve d’un talent indéniable mais insuffisamment travaillé. Un recueil fut publié pour la première fois en 1704. Il fut également l’auteur de La Répétition (The Rehearsal, 1671), une amusante pièce de théâtre satirique tournant en dérision le genre du drame héroïque, en particulier La Conquête de Grenade de John Dryden. Cette pièce au grand succès populaire fut imitée par Henry Fielding dans Tom Pouce le Grand (Tom Thumb the Great).
- Sir Politik Would-Be (le Prétendu politique), une comédie en français écrite en collaboration avec Saint-Évremond et d'Aubigny en 1663 ou 1664[2]
- Adaptation de The Chances de John Fletcher, jouée en 1664 et imprimée en 1682[2]
- The Country Gentleman, satire de Sir William Coventry (en), écrite en collaboration avec Sir Robert Howard[2]
- La Répétition, une comédie en cinq actes et en prose, le 7 décembre 1671 à Londres
- The Restoration or, Right will take place, une tragi-comédie en cinq actes et en vers libres en 1683, qui n'a peut-être jamais été représentée, adaptation de Philaster de Beaumont et Fletcher[3]
- The Battle of Sedgmoor betwixt King Jame's Forces and the Duke of Monmouth, une farce, au théâtre de Whitehall
- The Militant Couple or, the Husband may thank himself, un dialogue dramatique
- Poems

## Sources
Cet article comprend des extraits du Dictionnaire Bouillet. Il est possible de supprimer cette indication, si le texte reflète le savoir actuel sur ce thème, si les sources sont citées, s'il satisfait aux exigences linguistiques actuelles et s'il ne contient pas de propos qui vont à l'encontre des règles de neutralité de Wikipédia.